# Cotxe de seguretat
El cotxe de seguretat (en anglès safety car) és el cotxe encarregat d'organitzar una cursa automoblística. Aquest depèn de la direcció de la cursa. La seva funció és parar la carrera per agrupar tots els cotxes en cas d'un accident greu o per causes meteorològiques. Per exemple, en Formula 1 s'incorpora sempre en la 1ra volta

## Implicacions i normes
Per regla general, en cas d'accident o condicions adverses es mou una bandera groga i a partir d'aquest moment la tots els concursants de la carrera alenteixen la velocitat en el temps que el cotxe de seguretat estigui en pista, havent de formar una fila india en les posicions que tenien quan el cotxe va entrar a la pista. Als cotxes que vagin ràpid se'ls permet una volta perquè es fiquin a la seva posició, per seguretat, així que cada punt d'avantatge entre temps per cada volta semblant a la dels competidors o millor volta s'anul·li de manera temporal, això per a evitar que els pilots i cotxes potents rebin una compensació per això mateix aprofitant la situació de la carrera.
En algunes competicions es permet avançar al cotxe de seguretat, sempre que el pilot estigui doblat o tingui alguna volta sense completar, això es fa perquè puguin recuperar la seva posició, així com també l'entrada als boxes, que a vegades pot significar un avantatge, ja que segons quina categoria es pot fer canvi de neumàtics, combustible o reparacions menors entre altres coses. Igualment, alguns equips per diferents raons també fan una parada en boxs en circumstàncies normals.
En aquestes condicions de circulació els cotxes gasten menys combustible, la qual cosa els permet recórrer distàncies amb menys de la quantitat requerida.
Abans que la cursa torni a començar, els enginyers d'equip avisen als seus pilots que en la següent volta el cotxe de seguretat es retirarà, així que han de quedar-se en les seves posicions per a poder veure la bandera verda i reiniciar l'activitat una vegada que l'incident hagi passat.

## Fórmula 1

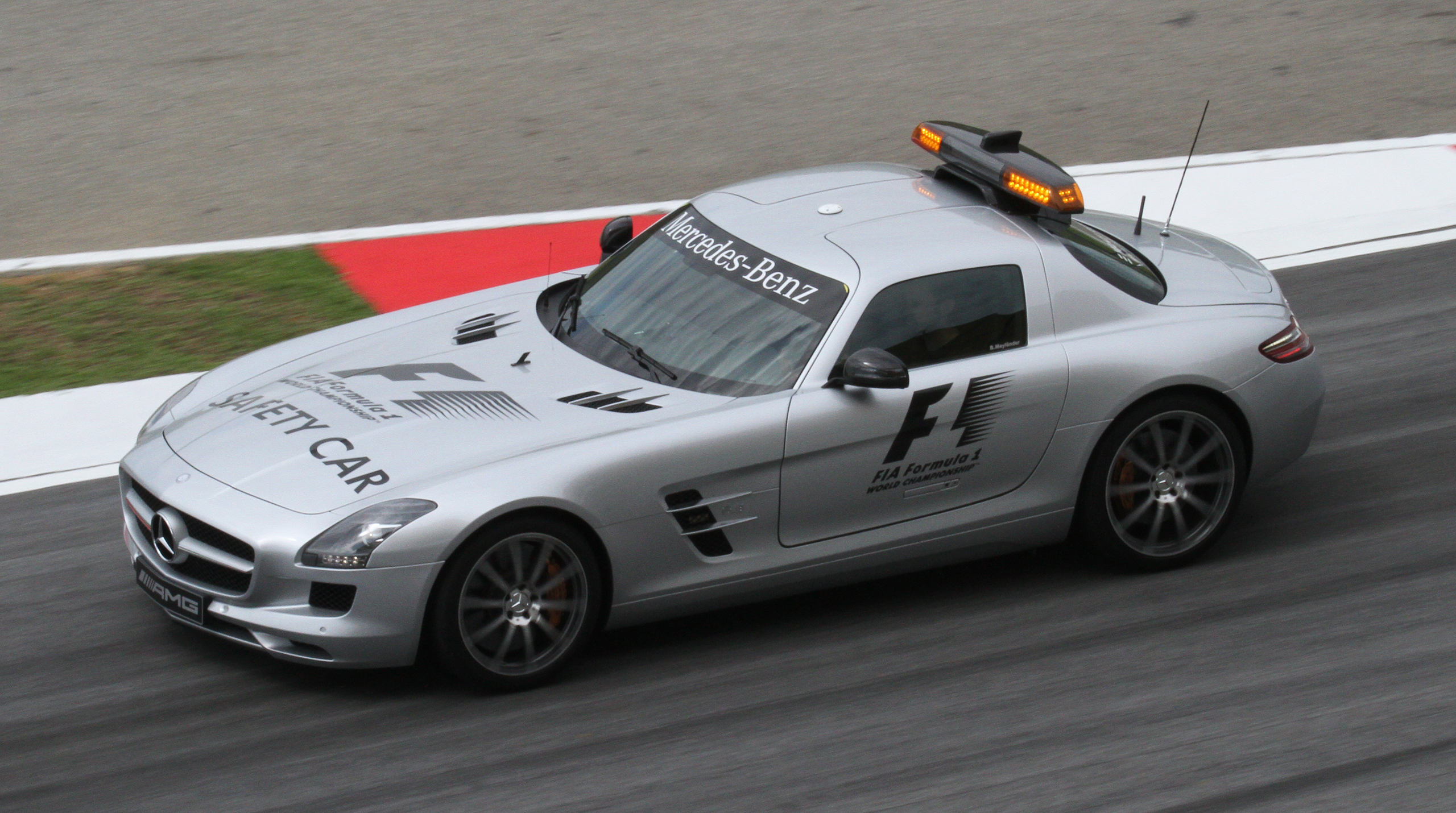
Model d'un Safety Car del 2010 a Malàsia

El primer cotxe de seguretat en la Fórmula 1 va tenir lloc en el Gran Premi de Canadà de 1973 on el ex pilot de F1 Eppie Wietzes va entrar a la pista de Mosport Park en un Porsche 914 groc, per una col·lisió entre François Cevert i Jody Scheckter. De manera controvertida, en aquesta ocasió, es van necessitar diverses hores després de la carrera per a determinar el guanyador i els resultats finals, ja que Wietzes va col·locar el seu cotxe per davant del competidor equivocat, la qual cosa va provocar que part dels pilots quedessin una volta enrere incorrectament. Seria fins al Gran Premi del Brasil de 1993 quan s'empraria de nou un safety car de manera reglamentada. En Fórmula 1 i altres esdeveniments de competició de motor, si hi ha algun incident (com per exemple, un accident o mal temps) que molesti el desenvolupament normal i segur de la carrera, els comissaris estableixen bandera groga en tot el circuit de curses i els comissaris de pista mostren cartells amb les inicials "SC"(de l'anglès Safety Car), que indiquen que el cotxe de seguretat ha sortit a pista, també es mostren en las senyals electròniques posades al llarg de tota la pista i en el display dels pilots.
Quan hi ha un accident i cal la seva presència, el cap d'àrea afectat per l'incident comunica la situació a direcció de carrera, encara que en funció de la seva experiència pot demanar directament el safety car. Quan la direcció de carrera ordena la intervenció del safety car es posa en marxa tot un dispositiu especial; per emissora s'informa a tots els llocs de senyalització del circuit que mostrin bandera groga i el rètol de SC; paral·lelament, s'avisa a tots els vehicles de servei, grues, ambulàncies i vehicles de rescat, bombers, vehicles d'intervenció ràpida (cotxes R) cotxes mèdics (cotxes K) que encenguin el seu motor per a estar preparats per a una possible intervenció. Des que les banderes grogues estiguin a pista no es pot avançar; en cas que un pilot avanci, els comissaris esportius investigaran la gravetat decidint la sanció.
Quan ja el perill estigui solucionat, en les últimes corbes de l'última volta que el SC es manté en pista, aquest apaga les llums, la qual cosa indica als pilots que en la pròxima volta la carrera serà rellançada, i es dirigeix al final del pit lane, on queda alerta a una altra possible actuació. Mentrestant, els senyalitzadors de cada lloc mostren bandera verda durant una volta.
El cotxe de seguretat és conduït per un pilot professional, ja que ha de circular a altes velocitats amb la finalitat d'evitar que els vehicles de competició pateixin uns certs problemes a conseqüència d'un ritme alentit, com el refredament dels pneumàtics o el sobreescalfament del motor.